# William Cheselden
William Cheselden (19 octobre 1688, Somerby, Leicestershire – 10 avril 1752, Bath) est un chirurgien anglais, le plus renommé de la première moitié du XVIIIe siècle.

## Biographie
Il étudia l'anatomie en étant l'élève de William Cowper (1666-1709). 
À partir de 1711, il donne des cours privés de chirurgie, et en 1718, aux étudiants du St Thomas' Hospital où il donne 4 cours par an. 
Praticien renommé, il devient chirurgien-major de l'Hôpital royal de Chelsea, Premier chirurgien de la Reine, membre de la Société Royale de Londres, associé étranger à l'Académie de Chirurgie de Paris (1732). 
Chirurgien anglais le plus réputé de son temps, il se distingue comme anatomiste, opérateur adroit et excellent maître, avec des disciples remarquables comme Samuel Sharp (en)(1709-1778) ou Percivall Pott (1714-1788).
Cheselden est représentatif de l'ascension sociale et du prestige des chirurgiens au siècle des Lumières. Il demandait 500 £ pour une lithotomie effectuée en quelques minutes, ce qui représentait le revenu annuel moyen d'un gentleman farmer. 

## Travaux
On lui doit un traité estimé sur l'anatomie : The Anatomy of the Human Body, Londres, 1713.
En 1723, à Londres, il publie un traité sur la lithotomie : A Treatise on the Hight Operation for the Stone (Traité sur la taille de la pierre). Sa méthode est inspirée de celle de l'empiriste Jacques de Beaulieu (1651-1714), mais qu'il perfectionne par son savoir anatomique. Il opère ainsi avec une rapidité exceptionnelle (en 2 minutes au lieu de 20 habituellement). Cette technique forge sa renommée auprès de ses contemporains. 
Avec Cheselden, la lithotomie acquiert le statut définitif d'opération chirurgicale respectable. Cheselden est aussi l'exemple d'un processus plus général des Lumières, celui où les chirurgiens anatomistes s'approprient des techniques empiriques d'opérateurs itinérants en milieu populaire, pour les améliorer et les rendre moins aléatoires.
En 1733, à Londres, il publie une « Ostéographie » : Osteographia, or the Anatomy of the Bones. Il s'agit d'un atlas anatomique qui se distingue par des illustrations de haute qualité. L'ouvrage est l'un des premiers à utiliser la gravure sur acier plutôt que la gravure sur cuivre.
Il est le premier à faire l'opération de la cataracte sur des aveugles-nés (atteints de cataracte congénitale). En 1728, il rendit la vue par ce procédé à un jeune homme de 14 ans, et donna, dans un mémoire inséré dans les Transactions philosophiques, les plus intéressants détails sur les progrès du nouveau sens que ce jeune homme venait d'acquérir.
Dans cette publication, Cheselden ne se réfère pas explicitement au problème de William Molyneux (1656-1698) et John Locke (1632-1704), exposé en 1688 :
Mais ses observations sont les premières à paraitre confirmer expérimentalement les conclusions théoriques de Molyneux et Locke. À partir de là, le problème de Molyneux continue d'être débattu par les philosophes, mais toujours en se référant à la publication du chirurgien anglais. L'histoire de l'aveugle-né opéré de la cataracte par Cheselden est bien un évènement réel, mais il finit par devenir une sorte de mythe fondateur de la philosophie des Lumières : l'Homme n'utilise pas ses sens de façon immédiate et innée, mais par l'expérience et l'éducation.